# Gonia lineata
Gonia lineata är en tvåvingeart som beskrevs av Macquart 1851. Gonia lineata ingår i släktet Gonia och familjen parasitflugor. Inga underarter finns listade i Catalogue of Life.